# Saison 2017-2018 de l'Élan sportif chalonnais
La saison 2017-2018 de l'Élan sportif chalonnais est la vingt deuxième de l'Élan chalon en Pro A, avec une douzième place.

## Transfert
| Arrivées - Adam Smith : Roseto (Lega Due) - Ousmane Camara : Limoges (Pro A) - Pierre-Antoine Gillet : Ostende (Division 1) - Jevohn Shepherd : Spirou Charleroi (Division 1) - James Farr : Alba Fehérvár (1er division) - Arthur Rozenfeld : Roanne (Pro B) - Bastien Pinault : Evreux (Pro B) - Raphiael Putney : Caserte (LegA) - Kris Joseph : Brindisi (Lega A) : Pigiste médical En cours de saison - Mickaël Gelabale : Le Mans (Pro A) - Darrin Dorsey : Le Portel (Pro A) - - Khalid Boukichou : Pau-Lacq-Orthez (Pro A) - Nate Wolters : Utah Jazz (NBA) : Stars de Salt Lake City (G-League) | Départs - John Roberson : Lyon Villeurbanne (Pro A) - Moustapha Fall : Sakarya (TBL) - Cameron Clark : Gaziantep (TBL) - Gédéon Pitard : Châlons Reims (Pro A) - Abdoulaye Loum : Dijon (Pro A) - Ekene Ibekwe : Oettinger Rockets Gotha (Basketball-Bundesliga) - Ibrahima Fall Faye : Poitiers (Pro B) prêt En cours de saison - Raphiael Putney : Érié BayHawks (G-League) - Kris Joseph : River Lions de la Niagara (LNBC) - Adam Smith : Socar Petkimspor (TB2L) - Jevohn Shepherd : SLUC Nancy (Pro B) |

## Effectif
| P.  | #  | Nat.! | Nom Prénom              | Taille | Âge |
| --- | -- | ----- | ----------------------- | ------ | --- |
| 2/3 | 3  |       | Lance Harris            | 1,95   | 32  |
| 1   | 4  |       | Arthur Rozenfeld        | 1,78   | 22  |
| 3   | 7  |       | Bastien Pinault         | 1,95   | 23  |
| 2   | 9  | -     | Jérémy Nzeulie          | 1,89   | 26  |
| 1   | 10 |       | Darrin Dorsey           | 1,88   | 30  |
| 4   | 12 |       | Pierre-Antoine Gillet   | 2,03   | 26  |
| 4   | 14 |       | Ousmane Camara          | 2,04   | 28  |
| 5   | 15 |       | James Farr              | 2,06   | 24  |
| 1   | 16 |       | Nate Wolters            | 1,96   | 26  |
| 5   | 23 | -     | Khalid Boukichou        | 2,08   | 25  |
| 3   | 30 |       | Mickaël Gelabale        | 2,01   | 34  |
| 4   | .. |       | Étienne Ca (Espoir)     | 2,10   | 20  |
| 2   | .. |       | Babacar Niasse (Espoir) | 1,92   | 19  |

| Entraîneur         | Assistants                       |
| ------------------ | -------------------------------- |
| Jean-Denys Choulet | Julien Martin et Maxime Pacquaut |

- Raphiael Putney : coupé
- Kris Joseph : pigiste
- Adam Smith : coupé
- Jevohn Shepherd : pigiste

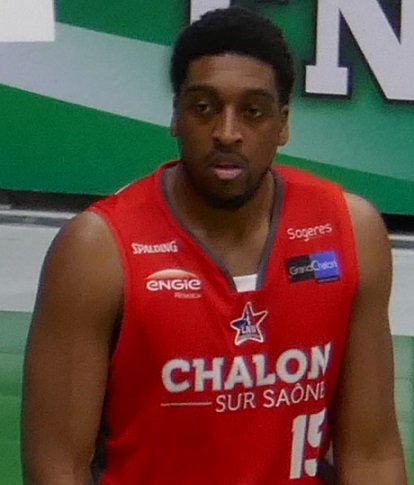
James Farr
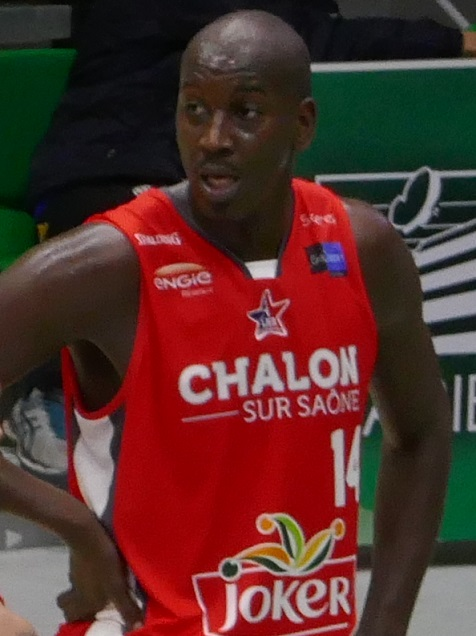
Ousmane Camara
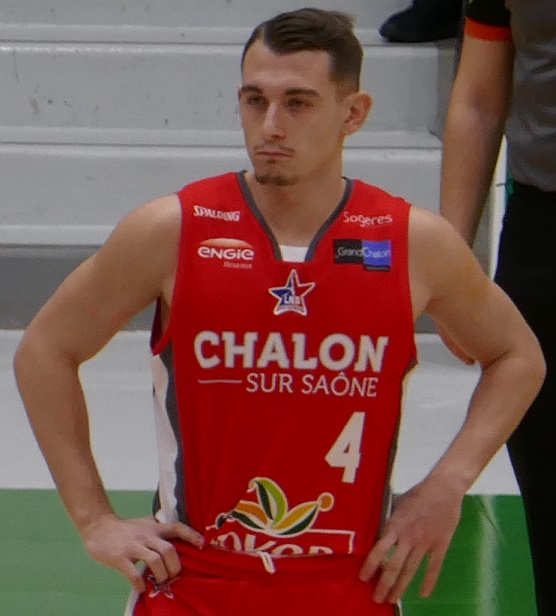
Arthur Rozenfeld
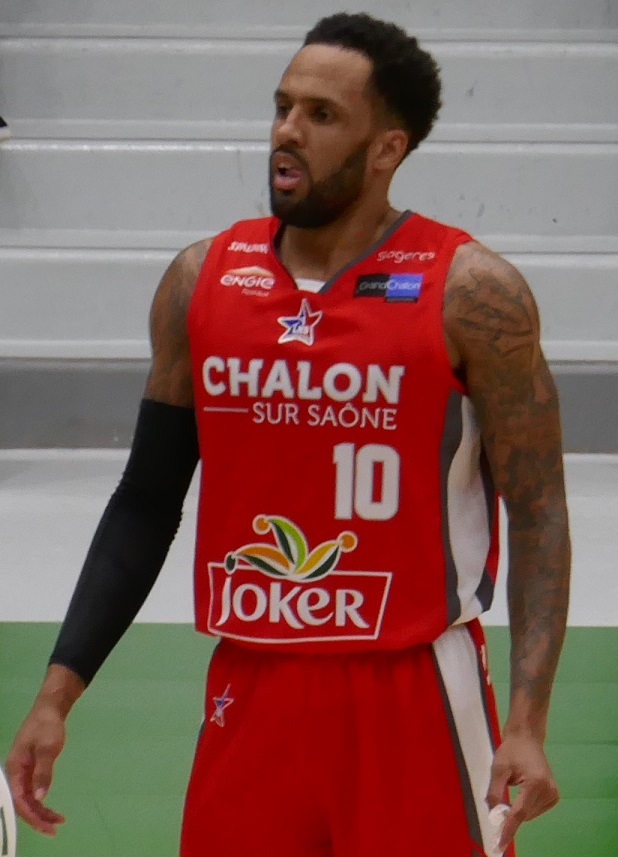
Darrin Dorsey
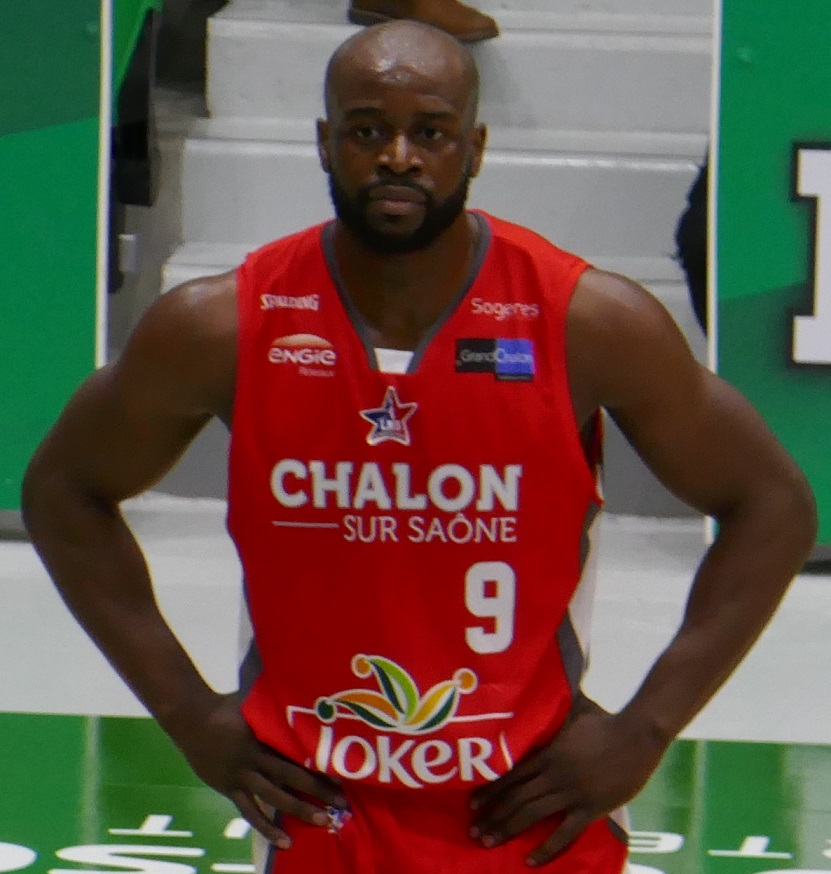
Jérémy Nzeulie
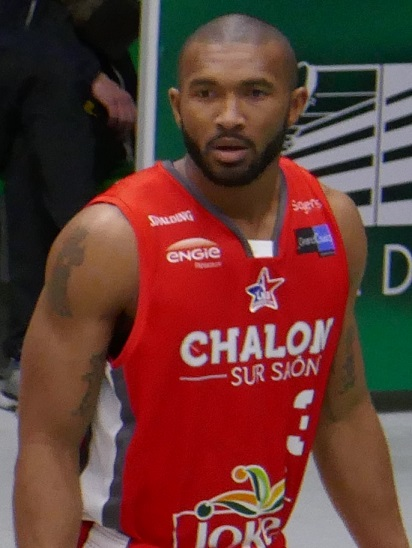
Lance Harris
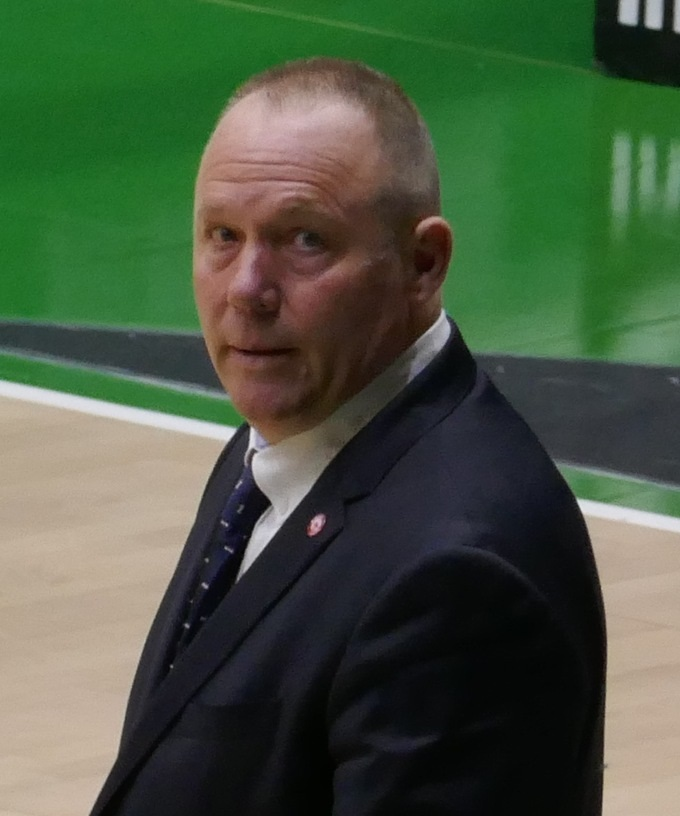
Jean-Denys Choulet

## Matchs

### Matchs amicaux
Avant saison
- Chalon-sur-Saône / Dijon : 93-87 (Match d'entrainement)[1]
- Aix Maurienne - Chalon-sur-Saône : 75-88 (Tournoi des Champions)[2]
- Chalon-sur-Saône / Dijon : 78-85 (Tournoi des Champions)[3]
- Chalon-sur-Saône / Levallois : 66-75 (Ain Star Game à Prissé)[4]
- Chalon-sur-Saône / Strasbourg : 102-78 (Ain Star Game à Belleville)[5]
- Bourg-en-Bresse / Chalon-sur-Saône : 122-114 Après 2 prolongations (Ain Star Game à Bourg-en-Bresse)[6]
- Chalon-sur-Saône / Roanne : 90-66[7]
- Cholet / Chalon-sur-Saône : 85-80 (Tournoi de Sablé-sur-Sarthe)[8]
- Le Mans / Chalon-sur-Saône : 92-69 (Tournoi de Sablé-sur-Sarthe)[9]
- Cholet / Chalon-sur-Saône : 79-71 (Tournoi Pro Stars Pays de la Loire à La Baule)[10]
- Chalon-sur-Saône / Galatasaray SK : 98-94 (Tournoi Pro Stars Pays de la Loire à Angers)[11]
- Le Mans / Chalon-sur-Saône : 85-73 (Tournoi Pro Stars Pays de la Loire à Angers)[12]

Pendant le saison
- Roanne / Chalon-sur-Saône : 93-83[13]
- Roanne / Chalon-sur-Saône : 97-99 (à Prissé)[14]

### Match des Champions
- Chalon-sur-Saône / Nanterre : 69-95 (Vendéspace à Mouilleron-le-captif)[15]

### Championnat

#### Matchs aller
| 23 septembre 2017 18h30 | , | Chalon-sur-Saône                                  | 62–82                               | Pau-Lacq-Orthez                           |  | Le Colisée, Chalon-sur-Saône Affluence : 4 000 Arbitres : Jean-Charles Collin Johan Jeanneau Grégory Dubois | SFR Sport 2 |

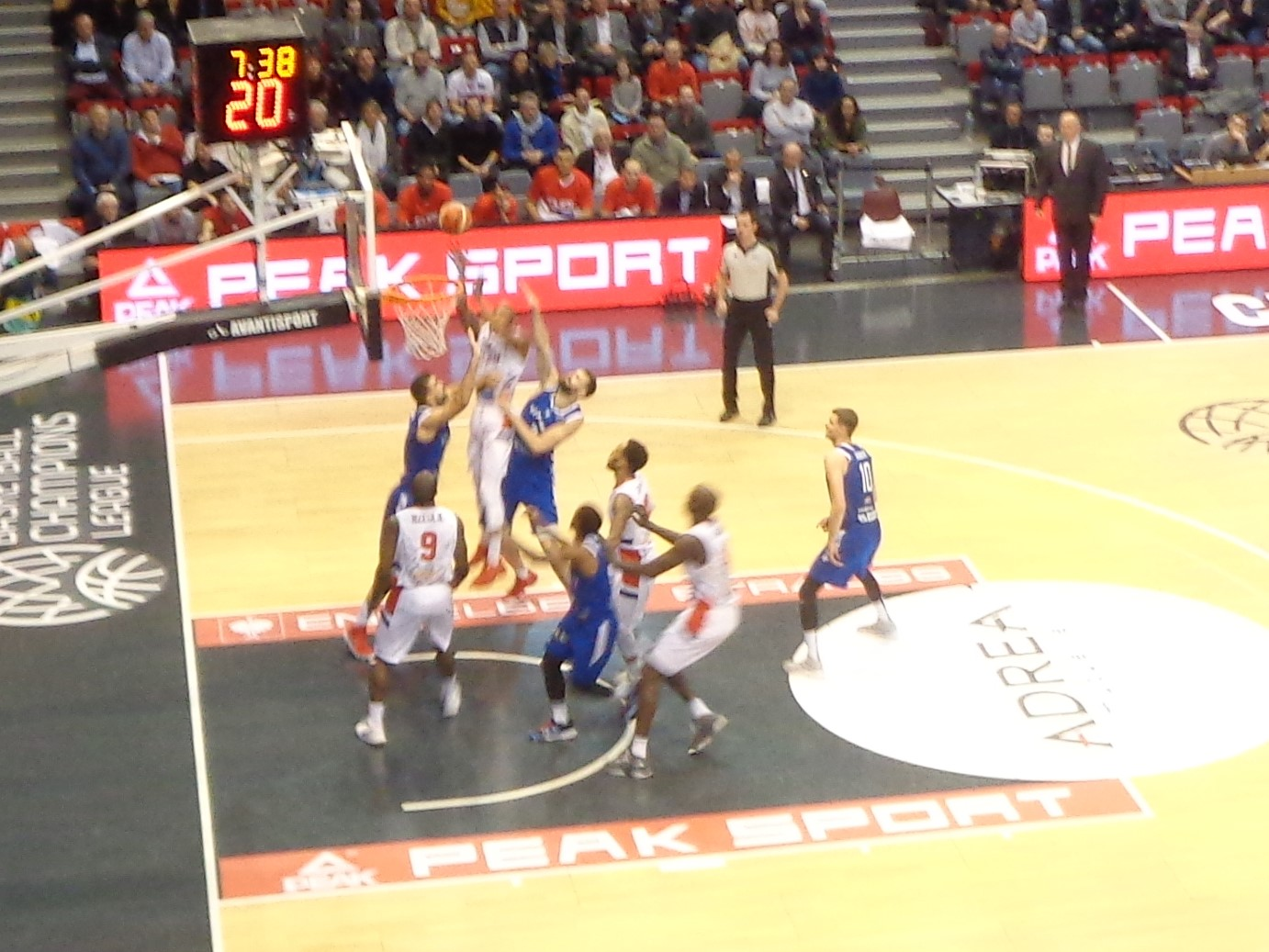
Elan Chalon - Klaipėdos Neptūnas
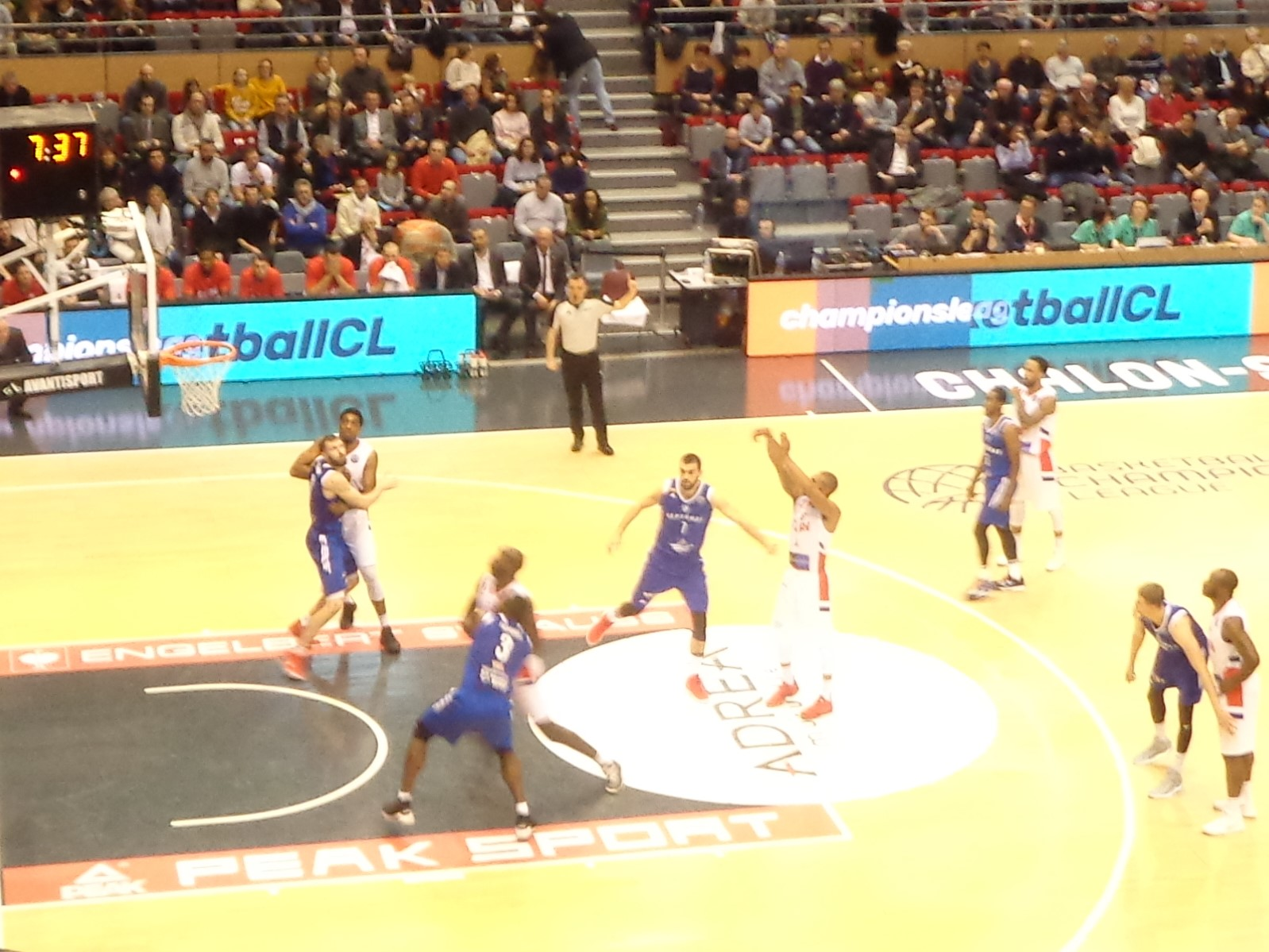
Elan Chalon - Klaipėdos Neptūnas
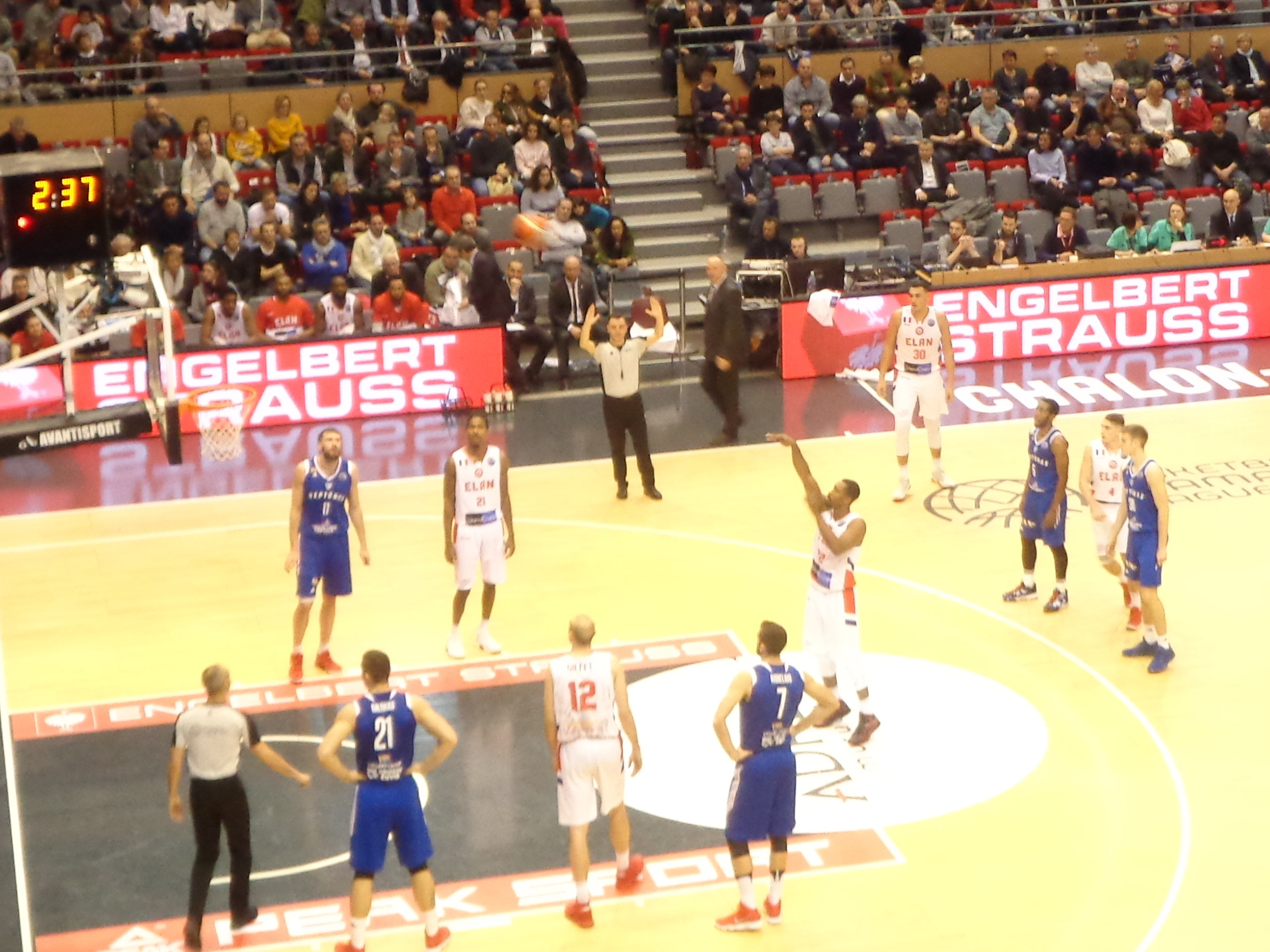
Elan Chalon - Klaipėdos Neptūnas
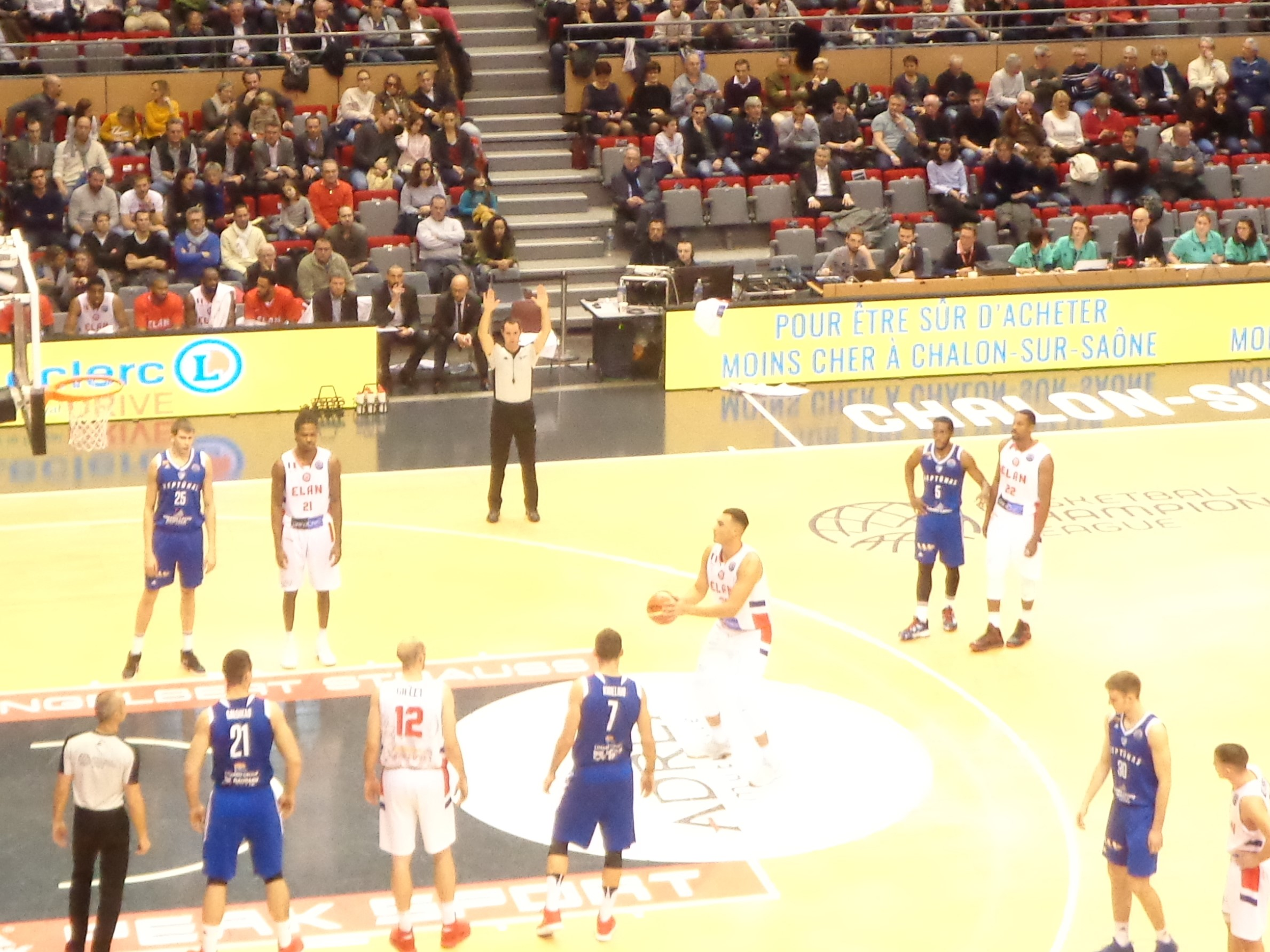
Elan Chalon - Klaipėdos Neptūnas
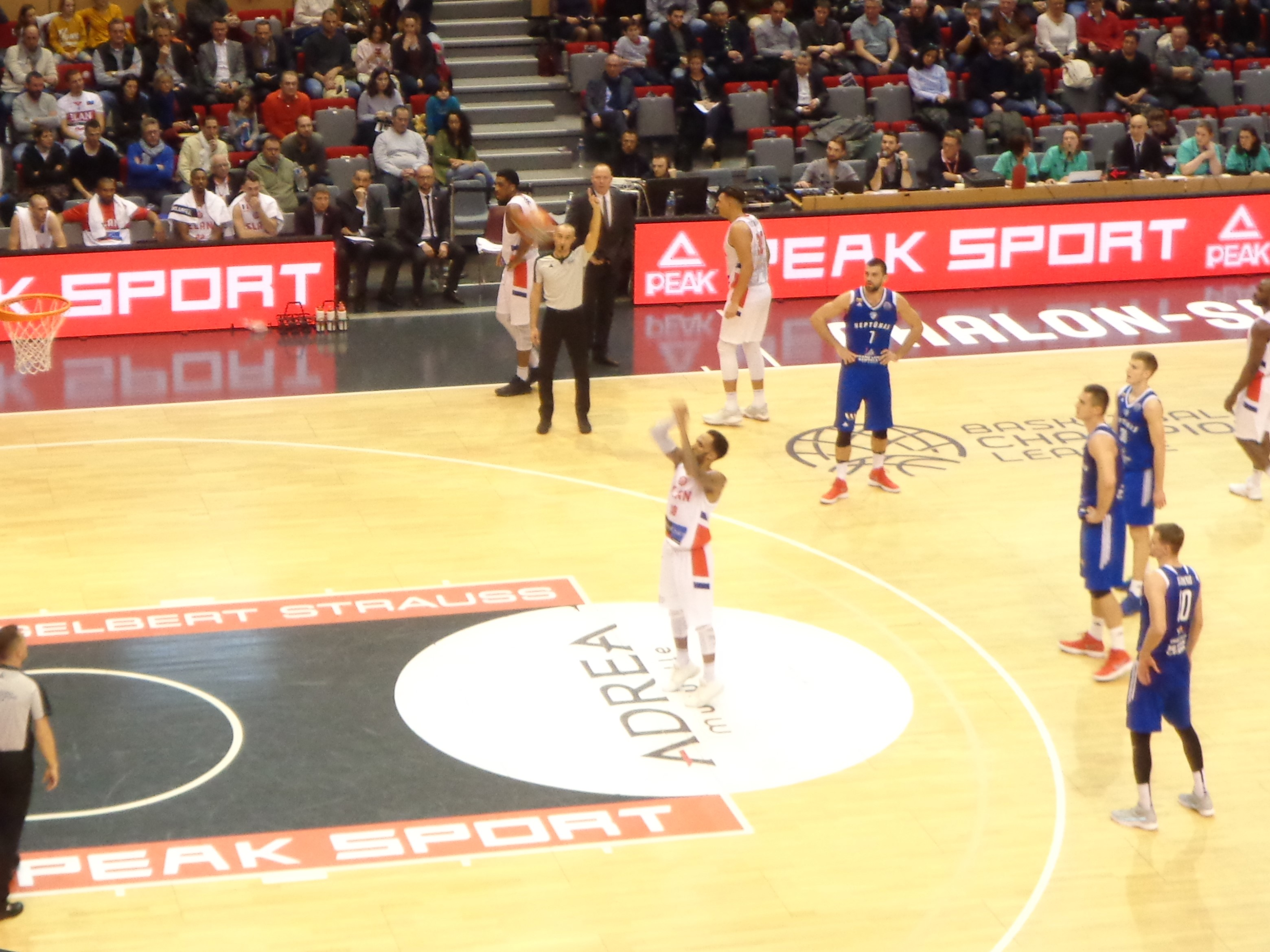
Elan Chalon - Klaipėdos Neptūnas
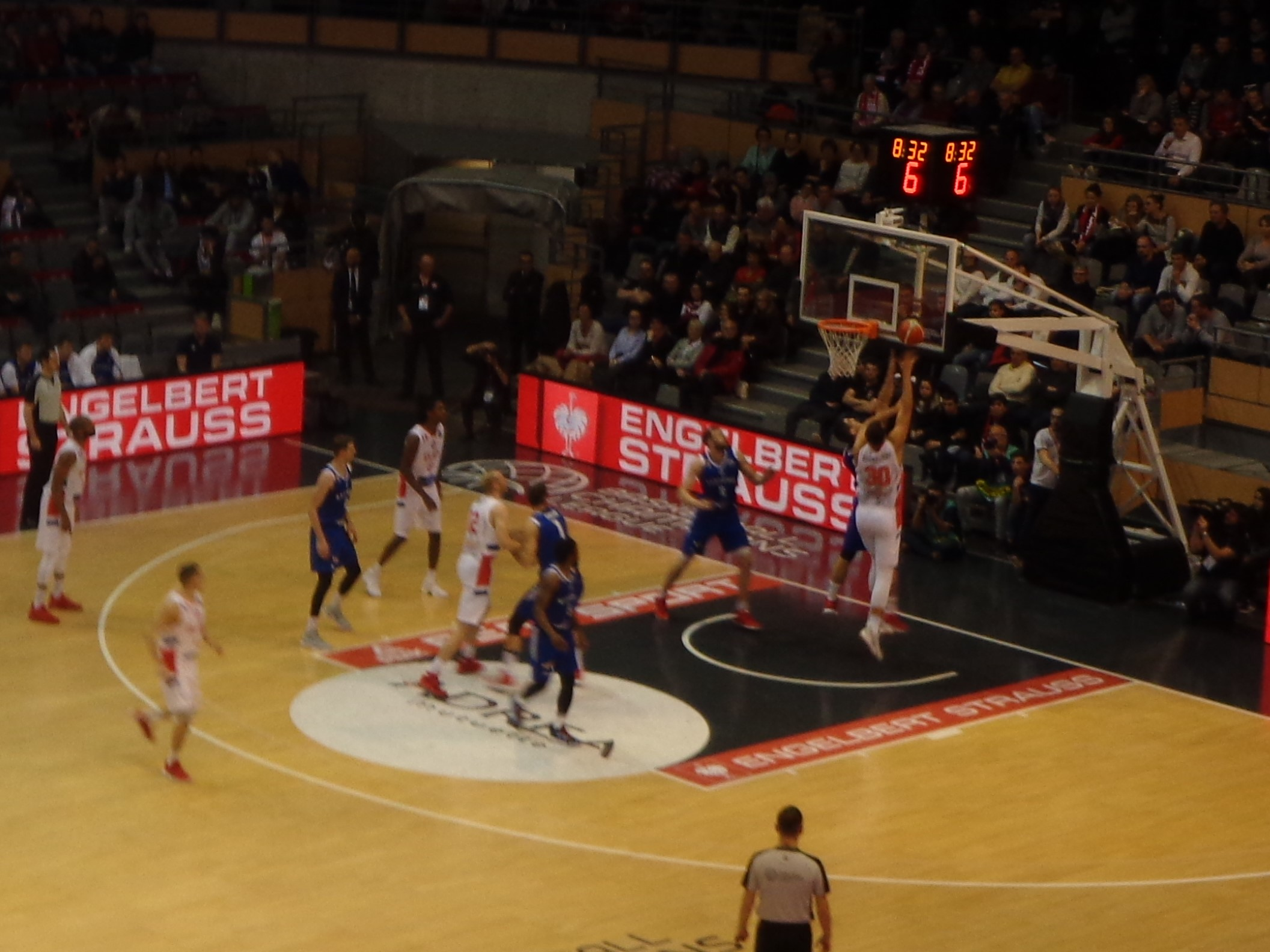
Elan Chalon - Klaipėdos Neptūnas

| 23 septembre 2017 18h30 | , | Score par quart-temps : 9-20, 16-23, 16-16, 21-23 |                                     |                                           |  | Le Colisée, Chalon-sur-Saône Affluence : 4 000 Arbitres : Jean-Charles Collin Johan Jeanneau Grégory Dubois | SFR Sport 2 |
| 23 septembre 2017 18h30 | , | Score par mi-temps : 25-43, 37-39                 |                                     |                                           |  | Le Colisée, Chalon-sur-Saône Affluence : 4 000 Arbitres : Jean-Charles Collin Johan Jeanneau Grégory Dubois | SFR Sport 2 |
| 23 septembre 2017 18h30 | , | Smith, 14 Farr, 8 Harris et Nzeulie, 3 Putney, 13 | Points Rebonds Passes d. Évaluation | Okobo, 14 3 joueurs, 5 Okobo, 8 Okobo, 21 |  | Le Colisée, Chalon-sur-Saône Affluence : 4 000 Arbitres : Jean-Charles Collin Johan Jeanneau Grégory Dubois | SFR Sport 2 |

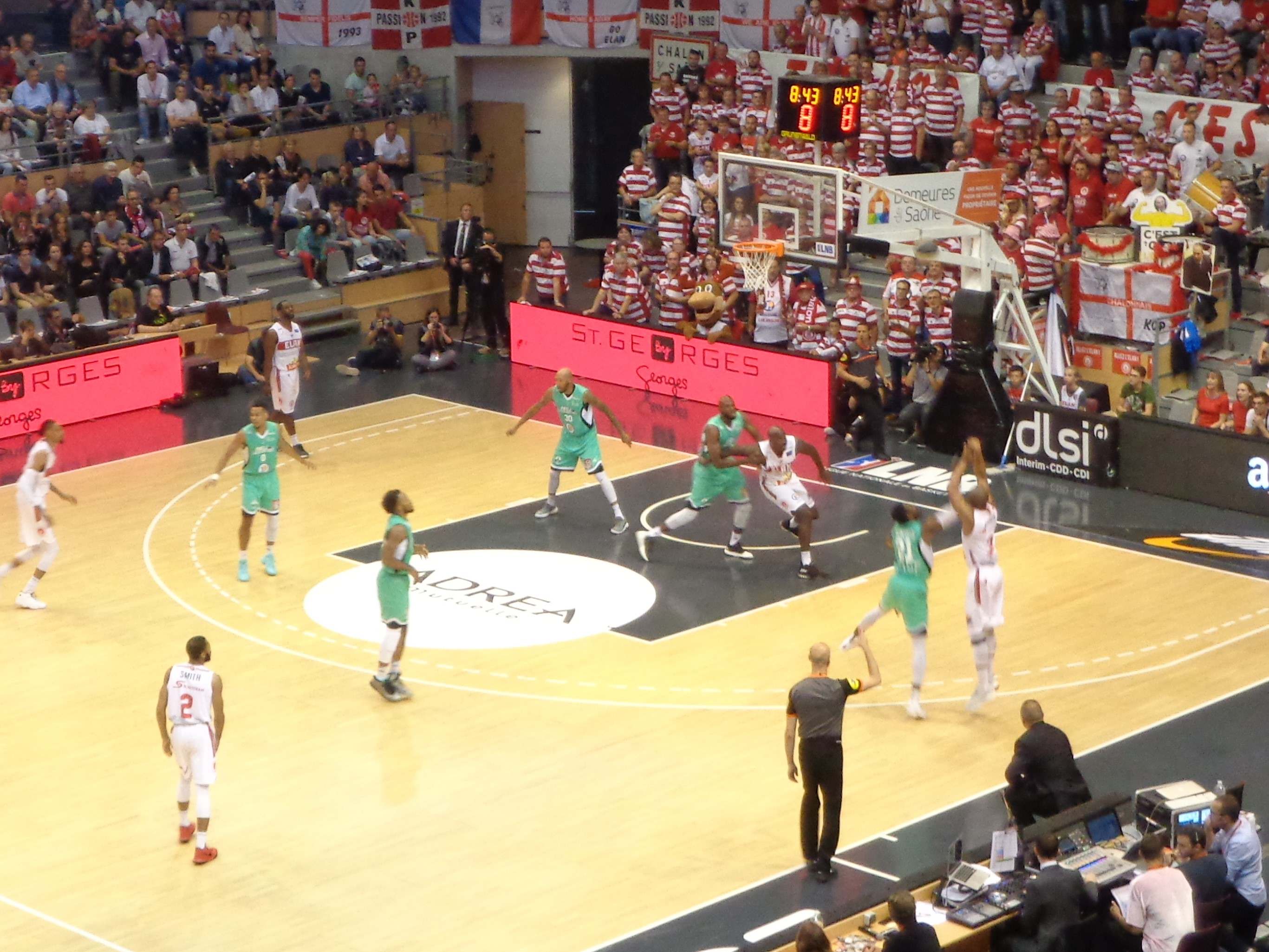
Match entre l'Elan Chalon et l'Elan Béarnais (Pau-Lacq-Orthez).
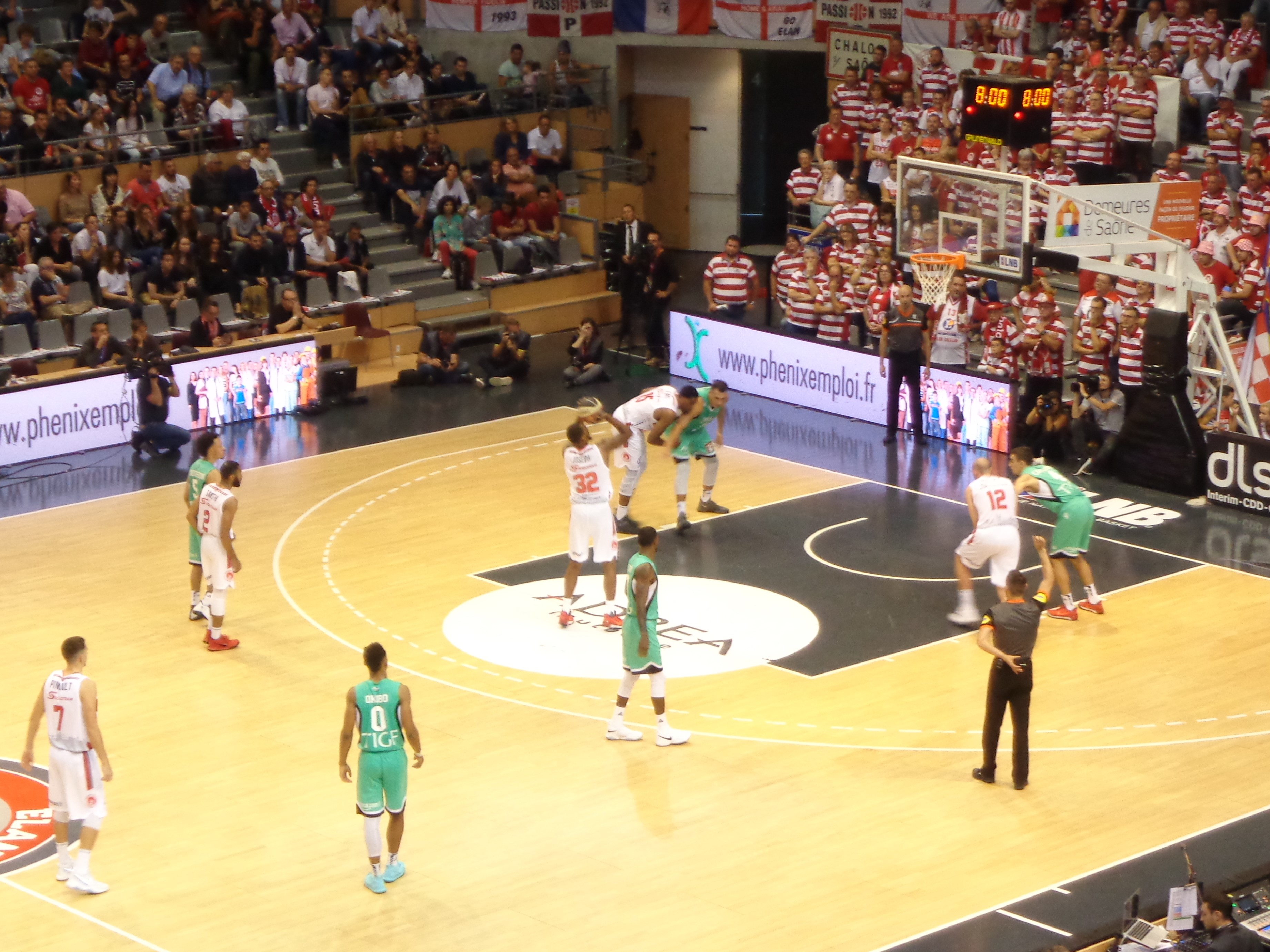
Match entre l'Elan Chalon et l'Elan Béarnais.
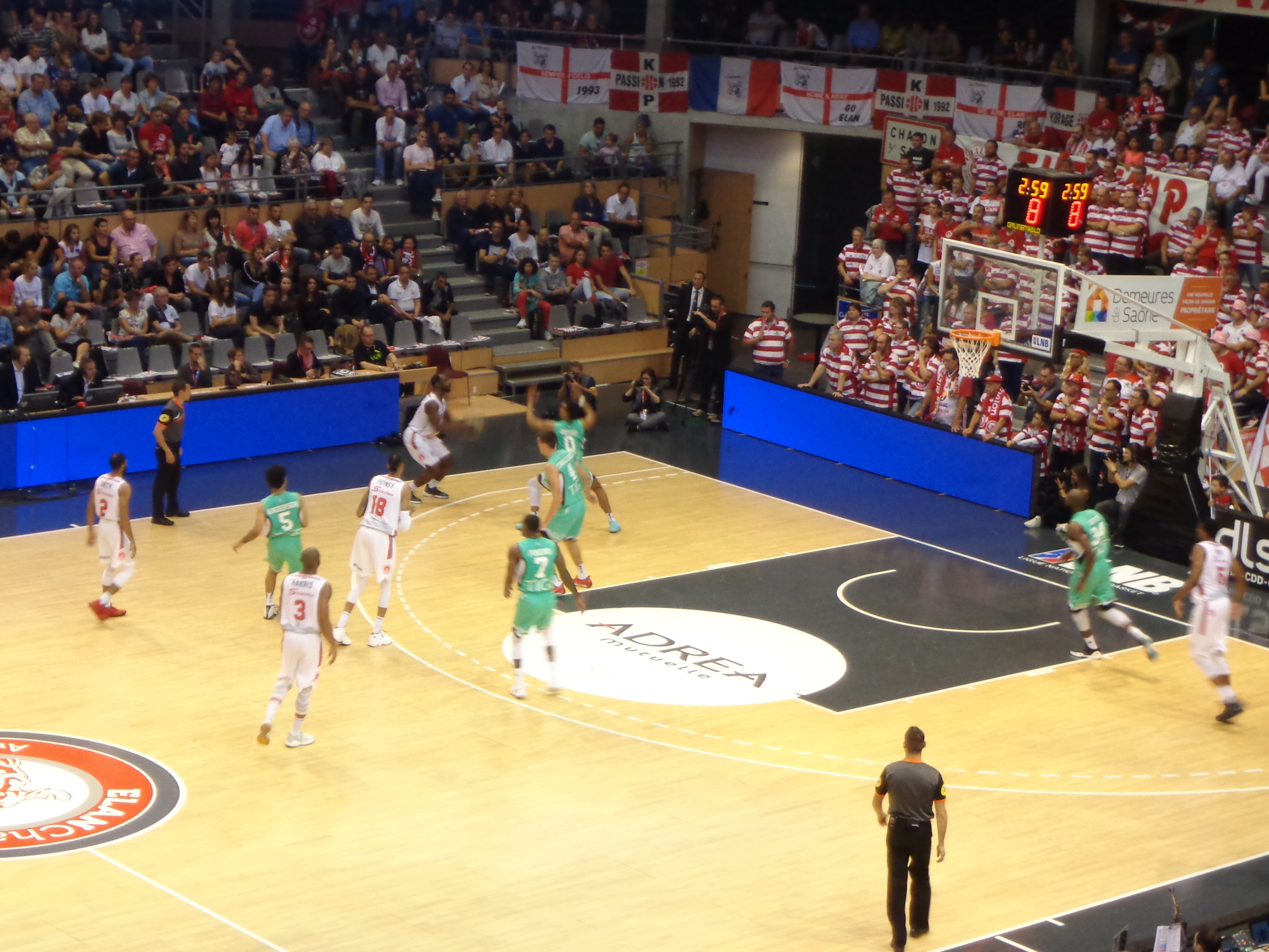
Match entre l'Elan Chalon et l'Elan Béarnais.
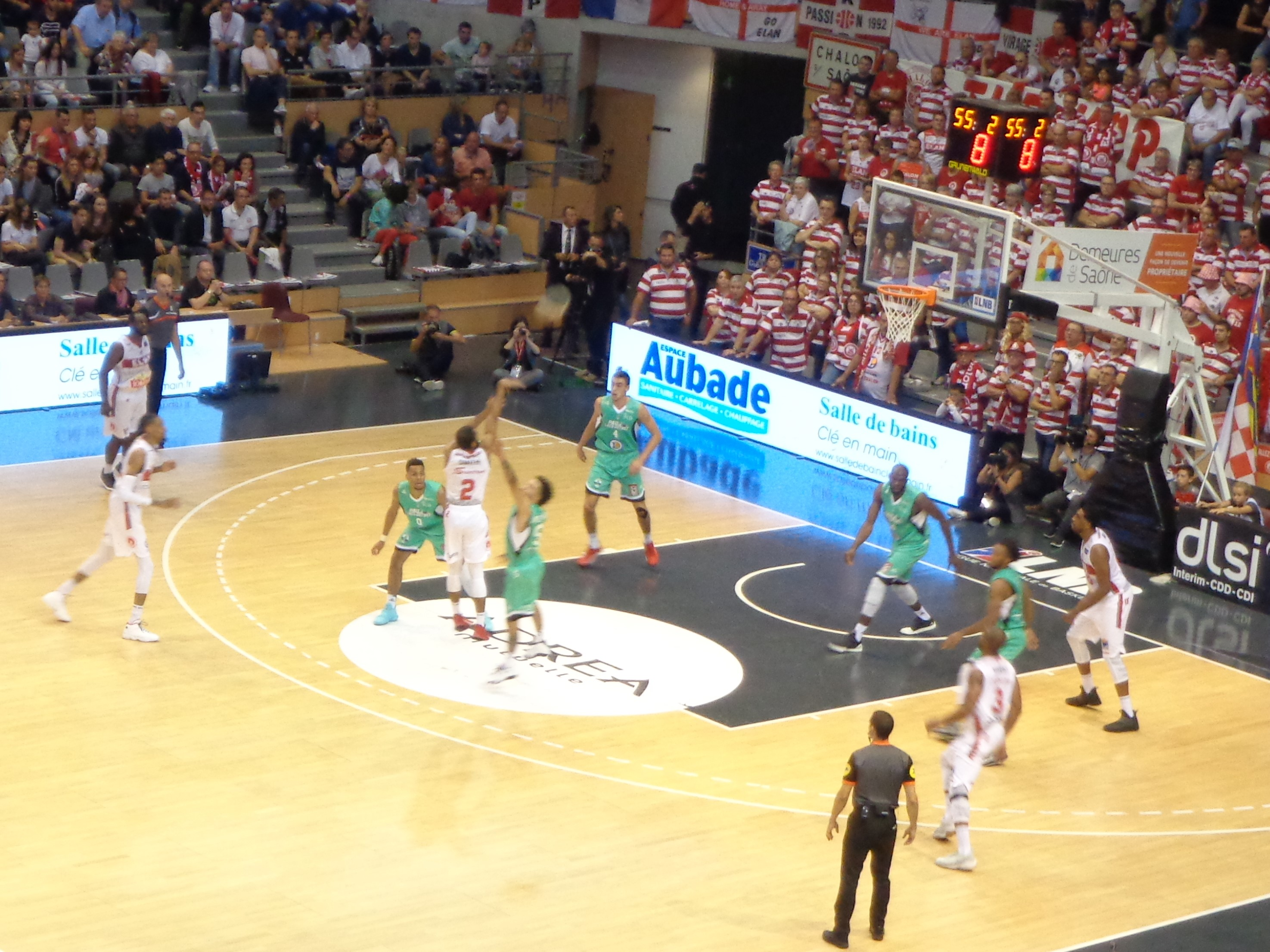
Match entre l'Elan Chalon et l'Elan Béarnais.
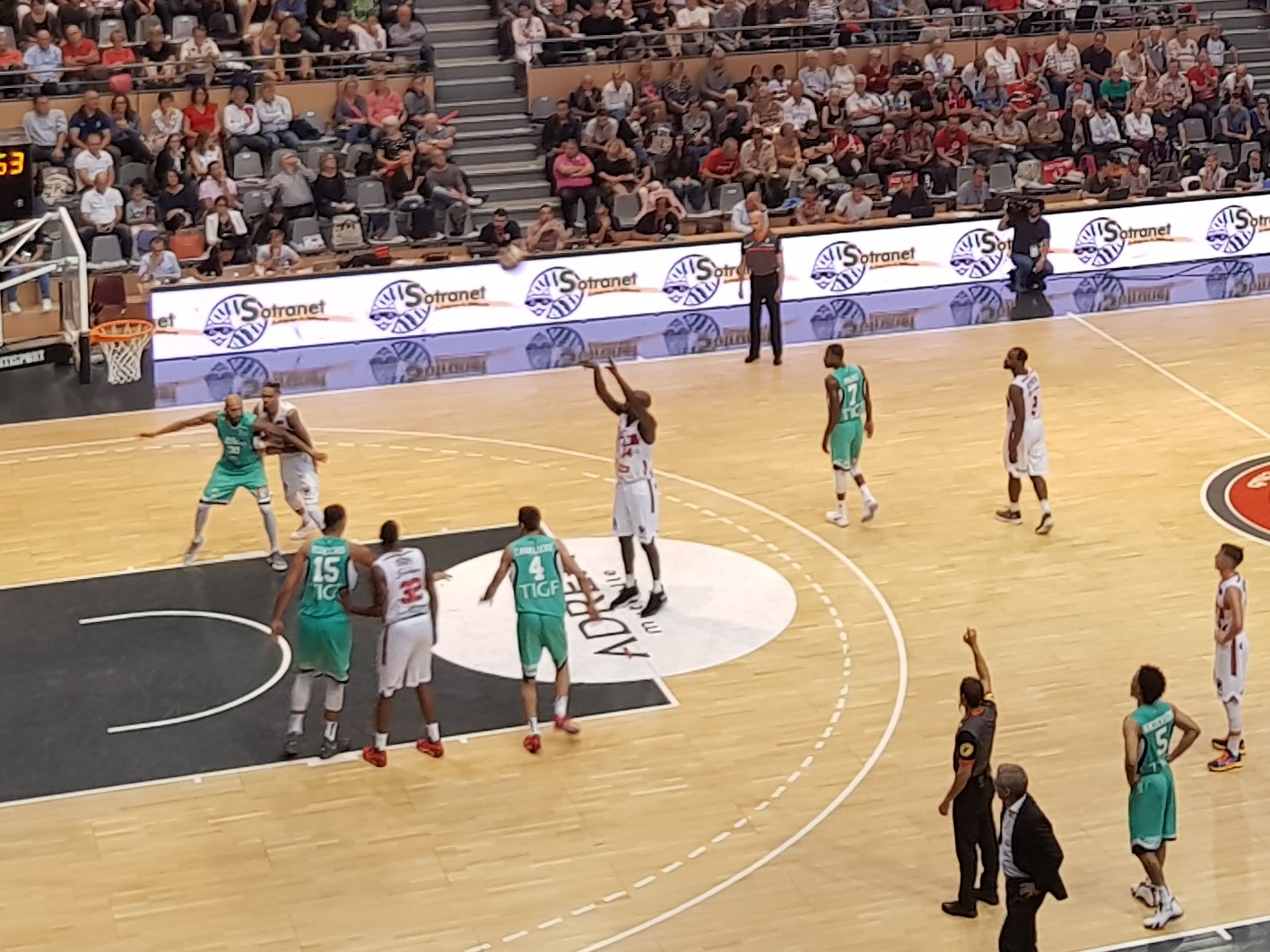
Match entre l'Elan Chalon et l'Elan Béarnais.

| 27 septembre 2017 20h30 | , | Limoges                                              | 90–65                               | Chalon-sur-Saône                                    |  | Palais des sports de Beaublanc, Limoges Affluence : 5 000 Arbitres : Joseph Bissang Mathieu Roux Alexandre Deman | SFR Sport 2 |
| 27 septembre 2017 20h30 | , | Score par quart-temps : 29-10, 22-20, 16-23, 23-12   |                                     |                                                     |  | Palais des sports de Beaublanc, Limoges Affluence : 5 000 Arbitres : Joseph Bissang Mathieu Roux Alexandre Deman | SFR Sport 2 |
| 27 septembre 2017 20h30 | , | Score par mi-temps : 51-30, 39-35                    |                                     |                                                     |  | Palais des sports de Beaublanc, Limoges Affluence : 5 000 Arbitres : Joseph Bissang Mathieu Roux Alexandre Deman | SFR Sport 2 |
| 27 septembre 2017 20h30 | , | Carter et Howard, 15 Conklin, 6 Gibson, 7 Carter, 19 | Points Rebonds Passes d. Évaluation | Camara, 15 Farr, 7 Pinault et Nzeulie, 3 Camara, 15 |  | Palais des sports de Beaublanc, Limoges Affluence : 5 000 Arbitres : Joseph Bissang Mathieu Roux Alexandre Deman | SFR Sport 2 |

| 30 septembre 2017 20h00 | , | Chalon-sur-Saône                                   | 77–79                               | Levallois                                         |  | Le Colisée, Chalon-sur-Saône Affluence : 3 900 Arbitres : Freddy Lepercq Eddy Viator Thomas Bissuel |
| 30 septembre 2017 20h00 | , | Score par quart-temps : 19-17, 21-23, 19-22, 18-17 |                                     |                                                   |  | Le Colisée, Chalon-sur-Saône Affluence : 3 900 Arbitres : Freddy Lepercq Eddy Viator Thomas Bissuel |
| 30 septembre 2017 20h00 | , | Score par mi-temps : 40-40, 37-39                  |                                     |                                                   |  | Le Colisée, Chalon-sur-Saône Affluence : 3 900 Arbitres : Freddy Lepercq Eddy Viator Thomas Bissuel |
| 30 septembre 2017 20h00 | , | Smith, 19 Camara, 8 Nzeulie, 8 Nzeulie, 17         | Points Rebonds Passes d. Évaluation | Prepelič, 29 Cornelie, 9 Campbell, 7 Prepelič, 23 |  | Le Colisée, Chalon-sur-Saône Affluence : 3 900 Arbitres : Freddy Lepercq Eddy Viator Thomas Bissuel |

| 7 octobre 2017 20h00 | , | Châlons Reims                                                           | 103–97                              | Chalon-sur-Saône                           |  | Complexe René-Tys, Reims Affluence : 2 212 Arbitres : David Chambon Valentin Oliot Freddy Vansteene |
| 7 octobre 2017 20h00 | , | Score par quart-temps : 30-30, 30-28, 26-15, 15-24                      |                                     |                                            |  | Complexe René-Tys, Reims Affluence : 2 212 Arbitres : David Chambon Valentin Oliot Freddy Vansteene |
| 7 octobre 2017 20h00 | , | Score par mi-temps : 60-58, 43-39                                       |                                     |                                            |  | Complexe René-Tys, Reims Affluence : 2 212 Arbitres : David Chambon Valentin Oliot Freddy Vansteene |
| 7 octobre 2017 20h00 | , | Bentil et Daniel, 18 Daniel et Hermannsson, 8 Hermannsson, 4 Daniel, 21 | Points Rebonds Passes d. Évaluation | Nzeulie, 18 Camara, 7 Smith, 6 Nzeulie, 20 |  | Complexe René-Tys, Reims Affluence : 2 212 Arbitres : David Chambon Valentin Oliot Freddy Vansteene |

| 13 octobre 2017 20h30 | , | Dijon                                              | 88–86                               | Chalon-sur-Saône                            |  | Palais des sports Jean-Michel-Geoffroy de Dijon, Dijon |
| 13 octobre 2017 20h30 | , | Score par quart-temps : 22-26, 20-25, 25-11, 21-24 |                                     |                                             |  | Palais des sports Jean-Michel-Geoffroy de Dijon, Dijon |
| 13 octobre 2017 20h30 | , | Score par mi-temps : 42-51, 46-35                  |                                     |                                             |  | Palais des sports Jean-Michel-Geoffroy de Dijon, Dijon |
| 13 octobre 2017 20h30 | , | Frazier, 21 Brown, 5 Brown, 5 Frazier, 24          | Points Rebonds Passes d. Évaluation | Nzeulie, 27 Camara, 9 Harris, 6 Nzeulie, 33 |  | Palais des sports Jean-Michel-Geoffroy de Dijon, Dijon |

| 21 octobre 2017 20h00 | , | Chalon-sur-Saône                                   | 74–75                               | Gravelines Dunkerque                              |  | Le Colisée, Chalon-sur-Saône Affluence : 4 400 Arbitres : Jean-Charles Collin Fabrice Canet David Mortz |
| 21 octobre 2017 20h00 | , | Score par quart-temps : 16-24, 22-14, 18-19, 18-18 |                                     |                                                   |  | Le Colisée, Chalon-sur-Saône Affluence : 4 400 Arbitres : Jean-Charles Collin Fabrice Canet David Mortz |
| 21 octobre 2017 20h00 | , | Score par mi-temps : 38-38, 36-37                  |                                     |                                                   |  | Le Colisée, Chalon-sur-Saône Affluence : 4 400 Arbitres : Jean-Charles Collin Fabrice Canet David Mortz |
| 21 octobre 2017 20h00 | , | Camara, 24 Camara, 8 Harris, 4 Camara, 19          | Points Rebonds Passes d. Évaluation | Allen, 32 Smith, 12 Reynolds et Sene, 4 Allen, 28 |  | Le Colisée, Chalon-sur-Saône Affluence : 4 400 Arbitres : Jean-Charles Collin Fabrice Canet David Mortz |

| 28 octobre 2017 18 h 30 | , | Le Mans                                            | 63–66                               | Chalon-sur-Saône                                    |  | Antarès, Le Mans | SFR Sport 2 |
| 28 octobre 2017 18 h 30 | , | Score par quart-temps : 15-17, 22-16, 12-22, 14-11 |                                     |                                                     |  | Antarès, Le Mans | SFR Sport 2 |
| 28 octobre 2017 18 h 30 | , | Score par mi-temps : 37-33, 26-33                  |                                     |                                                     |  | Antarès, Le Mans | SFR Sport 2 |
| 28 octobre 2017 18 h 30 | , | Riley, 15 Travis, 12 Cobbs, 5 Travis, 19           | Points Rebonds Passes d. Évaluation | Harris, 19 Camara, 11 Dorsey et Smith, 4 Harris, 19 |  | Antarès, Le Mans | SFR Sport 2 |

| 4 novembre 2017 20h00 | , | Chalon-sur-Saône                                      | 93–99                               | Bourg-en-Bresse                                     |  | Le Colisée, Chalon-sur-Saône Affluence : 4 900 Arbitres : Joseph Bissang Mathieu Roux Florent Achéen |
| 4 novembre 2017 20h00 | , | Score par quart-temps : 13-19, 22-25, 26-24, 32-31    |                                     |                                                     |  | Le Colisée, Chalon-sur-Saône Affluence : 4 900 Arbitres : Joseph Bissang Mathieu Roux Florent Achéen |
| 4 novembre 2017 20h00 | , | Score par mi-temps : 35-44, 58-55                     |                                     |                                                     |  | Le Colisée, Chalon-sur-Saône Affluence : 4 900 Arbitres : Joseph Bissang Mathieu Roux Florent Achéen |
| 4 novembre 2017 20h00 | , | Harris, 19 Camara, 8 Dorsey, 6 Gelabale et Camara, 28 | Points Rebonds Passes d. Évaluation | Peacock, 24 3 joueurs, 5 Lance Jeter, 7 Peacock, 25 |  | Le Colisée, Chalon-sur-Saône Affluence : 4 900 Arbitres : Joseph Bissang Mathieu Roux Florent Achéen |

| 11 novembre 2017 20h00 | , | Cholet                                                           | 70–64                               | Chalon-sur-Saône                                    |  | La Meilleraie, Cholet Affluence : 3 800 Arbitres : Hugues Thépénier Paul Antiphon Maxime Boubert |
| 11 novembre 2017 20h00 | , | Score par quart-temps : 20-12, 17-18, 16-15, 17-19               |                                     |                                                     |  | La Meilleraie, Cholet Affluence : 3 800 Arbitres : Hugues Thépénier Paul Antiphon Maxime Boubert |
| 11 novembre 2017 20h00 | , | Score par mi-temps : 37-30, 33-34                                |                                     |                                                     |  | La Meilleraie, Cholet Affluence : 3 800 Arbitres : Hugues Thépénier Paul Antiphon Maxime Boubert |
| 11 novembre 2017 20h00 | , | Michineau, 15 Boutsiele et Rousselle, 7 Gotcher, 4 Boutsiele, 21 | Points Rebonds Passes d. Évaluation | Nzeulie, 16 Farr, 8 Dorsey et Rozenfeld, 4 Farr, 18 |  | La Meilleraie, Cholet Affluence : 3 800 Arbitres : Hugues Thépénier Paul Antiphon Maxime Boubert |

| 18 novembre 2017 20h00 | , | Chalon-sur-Saône                                  | 82–67                               | Hyères Toulon                                      |  | Le Colisée, Chalon-sur-Saône Affluence : 3 900 Arbitres : Régis Bardera Nicolas Maestre Audrey Secci |
| 18 novembre 2017 20h00 | , | Score par quart-temps : 15-13, 21-23, 18-8, 28-23 |                                     |                                                    |  | Le Colisée, Chalon-sur-Saône Affluence : 3 900 Arbitres : Régis Bardera Nicolas Maestre Audrey Secci |
| 18 novembre 2017 20h00 | , | Score par mi-temps : 36-36, 46-31                 |                                     |                                                    |  | Le Colisée, Chalon-sur-Saône Affluence : 3 900 Arbitres : Régis Bardera Nicolas Maestre Audrey Secci |
| 18 novembre 2017 20h00 | , | Harris, 23 Boukichou, 7 Rozenfeld, 5 Harris, 24   | Points Rebonds Passes d. Évaluation | Cowels, 22 Smith et Cowels, 7 Arnold, 7 Cowels, 15 |  | Le Colisée, Chalon-sur-Saône Affluence : 3 900 Arbitres : Régis Bardera Nicolas Maestre Audrey Secci |

| 2 décembre 2017 17h00 | [ 36 ] | Monaco                                              | 87–57                               | Chalon-sur-Saône                            |  | Salle Gaston-Médecin, Monaco Affluence : 2 400 Arbitres : David Chambon Grégory Dubois Jérémy Foucault |
| 2 décembre 2017 17h00 | [ 36 ] | Score par quart-temps : 21-13, 17-15, 27-14, 22-15  |                                     |                                             |  | Salle Gaston-Médecin, Monaco Affluence : 2 400 Arbitres : David Chambon Grégory Dubois Jérémy Foucault |
| 2 décembre 2017 17h00 | [ 36 ] | Score par mi-temps : 38-28, 49-29                   |                                     |                                             |  | Salle Gaston-Médecin, Monaco Affluence : 2 400 Arbitres : David Chambon Grégory Dubois Jérémy Foucault |
| 2 décembre 2017 17h00 | [ 36 ] | Robinson, 21 Sy et Evans, 5 Cooper, 10 Robinson, 25 | Points Rebonds Passes d. Évaluation | Gelabale, 11 Farr, 8 Dorsey, 4 Gelabale, 16 |  | Salle Gaston-Médecin, Monaco Affluence : 2 400 Arbitres : David Chambon Grégory Dubois Jérémy Foucault |

| 9 décembre 2017 20h00 | , | Chalon-sur-Saône                                   | 95–81                               | Antibes                                                   |  | Le Colisée, Chalon-sur-Saône Affluence : 4 800 Arbitres : Eddy Viator Freddy Lepercq Thomas Bissuel |
| 9 décembre 2017 20h00 | , | Score par quart-temps : 30-21, 19-20, 23-18, 23-22 |                                     |                                                           |  | Le Colisée, Chalon-sur-Saône Affluence : 4 800 Arbitres : Eddy Viator Freddy Lepercq Thomas Bissuel |
| 9 décembre 2017 20h00 | , | Score par mi-temps : 49-41, 46-40                  |                                     |                                                           |  | Le Colisée, Chalon-sur-Saône Affluence : 4 800 Arbitres : Eddy Viator Freddy Lepercq Thomas Bissuel |
| 9 décembre 2017 20h00 | , | Harris, 19 Harris, 8 Dorsey, 5 Harris, 24          | Points Rebonds Passes d. Évaluation | 3 joueurs, 12 Yarou, 6 Blasingame, 7 Harvey et Traoré, 16 |  | Le Colisée, Chalon-sur-Saône Affluence : 4 800 Arbitres : Eddy Viator Freddy Lepercq Thomas Bissuel |

| 16 décembre 2017 20h00 | , | Nanterre                                           | 93–82                               | Chalon-sur-Saône                           |  | Palais des sports Maurice-Thorez, Nanterre Affluence : 2 170 Arbitres : Yohan Rosso Alexandre Deman Morgan Murillon |
| 16 décembre 2017 20h00 | , | Score par quart-temps : 22-23, 19-18, 27-20, 25-21 |                                     |                                            |  | Palais des sports Maurice-Thorez, Nanterre Affluence : 2 170 Arbitres : Yohan Rosso Alexandre Deman Morgan Murillon |
| 16 décembre 2017 20h00 | , | Score par mi-temps : 41-41, 52-41                  |                                     |                                            |  | Palais des sports Maurice-Thorez, Nanterre Affluence : 2 170 Arbitres : Yohan Rosso Alexandre Deman Morgan Murillon |
| 16 décembre 2017 20h00 | , | Aminu, 18 Aminu, 8 Schaffartzik, 7 Aminu, 24       | Points Rebonds Passes d. Évaluation | Harris, 24 Farr, 8 Rozenfeld, 6 Harris, 21 |  | Palais des sports Maurice-Thorez, Nanterre Affluence : 2 170 Arbitres : Yohan Rosso Alexandre Deman Morgan Murillon |

| 23 décembre 2017 20h00 | , | Chalon-sur-Saône                                      | 87–89                               | Boulazac                                               |  | Le Colisée, Chalon-sur-Saône Affluence : 4 800 |
| 23 décembre 2017 20h00 | , | Score par quart-temps : 24-27, 27-16, 22-18, 14-28    |                                     |                                                        |  | Le Colisée, Chalon-sur-Saône Affluence : 4 800 |
| 23 décembre 2017 20h00 | , | Score par mi-temps : 51-43, 36-46                     |                                     |                                                        |  | Le Colisée, Chalon-sur-Saône Affluence : 4 800 |
| 23 décembre 2017 20h00 | , | Harris, 24 Farr, 9 Rozenfeld et Nzeulie, 6 Harris, 21 | Points Rebonds Passes d. Évaluation | Meacham, 26 Anderson et Vargas, 7 Diggs, 8 Meacham, 27 |  | Le Colisée, Chalon-sur-Saône Affluence : 4 800 |

| 26 décembre 2017 18h00 | , | Strasbourg                                         | 91–78                               | Chalon-sur-Saône                               |  | Rhénus Sport, Strasbourg Affluence : 6 200 Arbitres : Grégory Dubois Valentin Oliot Maxime Boubert |
| 26 décembre 2017 18h00 | , | Score par quart-temps : 26-16, 20-18, 22-24, 23-20 |                                     |                                                |  | Rhénus Sport, Strasbourg Affluence : 6 200 Arbitres : Grégory Dubois Valentin Oliot Maxime Boubert |
| 26 décembre 2017 18h00 | , | Score par mi-temps : 46-34, 45-44                  |                                     |                                                |  | Rhénus Sport, Strasbourg Affluence : 6 200 Arbitres : Grégory Dubois Valentin Oliot Maxime Boubert |
| 26 décembre 2017 18h00 | , | Bost et Bilan, 21 Bilan, 9 Bilan, 6 Bilan, 34      | Points Rebonds Passes d. Évaluation | Nzeulie, 15 Gelabale, 8 Dorsey, 8 Gelabale, 20 |  | Rhénus Sport, Strasbourg Affluence : 6 200 Arbitres : Grégory Dubois Valentin Oliot Maxime Boubert |

| 13 janvier 2018 18h30 | [ 45 ] | Chalon-sur-Saône                                   | 84–52                               | Lyon Villeurbanne                |  | Le Colisée, Chalon-sur-Saône Affluence : 4 950 Arbitres : Thomas Kerisit Eddy Viator Bertrand Peyridieu |
| 13 janvier 2018 18h30 | [ 45 ] | Score par quart-temps : 19-10, 27-13, 22-11, 16-18 |                                     |                                  |  | Le Colisée, Chalon-sur-Saône Affluence : 4 950 Arbitres : Thomas Kerisit Eddy Viator Bertrand Peyridieu |
| 13 janvier 2018 18h30 | [ 45 ] | Score par mi-temps : 46-23, 38-27                  |                                     |                                  |  | Le Colisée, Chalon-sur-Saône Affluence : 4 950 Arbitres : Thomas Kerisit Eddy Viator Bertrand Peyridieu |
| 13 janvier 2018 18h30 | [ 45 ] | Gelabale, 15 Camara, 10 Dorsey, 5 Gelabale, 24     | Points Rebonds Passes d. Évaluation | Noua, 15 Kaba, 5 Slaughter, Noua |  | Le Colisée, Chalon-sur-Saône Affluence : 4 950 Arbitres : Thomas Kerisit Eddy Viator Bertrand Peyridieu |

| 20 janvier 2018 20h00 | [ 46 ] | Le Portel                                          | 87–83                               | Chalon-sur-Saône                          |  | Le Chaudron, Le Portel Affluence : 3 500 Arbitres : Joseph Bissang Gilles Bretagne Fabrice Canet |
| 20 janvier 2018 20h00 | [ 46 ] | Score par quart-temps : 22-20, 21-24, 18-15, 26-24 |                                     |                                           |  | Le Chaudron, Le Portel Affluence : 3 500 Arbitres : Joseph Bissang Gilles Bretagne Fabrice Canet |
| 20 janvier 2018 20h00 | [ 46 ] | Score par mi-temps : 43-44, 44-39                  |                                     |                                           |  | Le Chaudron, Le Portel Affluence : 3 500 Arbitres : Joseph Bissang Gilles Bretagne Fabrice Canet |
| 20 janvier 2018 20h00 | [ 46 ] | Golden, 24 Hassell, 16 Golden, 6 Hassell, 32       | Points Rebonds Passes d. Évaluation | Camara, 18 Camara, 9 Gelabale, Camara, 21 |  | Le Chaudron, Le Portel Affluence : 3 500 Arbitres : Joseph Bissang Gilles Bretagne Fabrice Canet |

#### Matchs retour
| 27 janvier 2018 20h00 | , | Chalon-sur-Saône                                   | 81–77                               | Dijon                                                   |  | Le Colisée, Chalon-sur-Saône Affluence : 4 900 Arbitres : Jean-Charles Collin Joseph Bissang Paul Antiphon |
| 27 janvier 2018 20h00 | , | Score par quart-temps : 17-12, 15-17, 25-18, 24-30 |                                     |                                                         |  | Le Colisée, Chalon-sur-Saône Affluence : 4 900 Arbitres : Jean-Charles Collin Joseph Bissang Paul Antiphon |
| 27 janvier 2018 20h00 | , | Score par mi-temps : 32-29, 49-48                  |                                     |                                                         |  | Le Colisée, Chalon-sur-Saône Affluence : 4 900 Arbitres : Jean-Charles Collin Joseph Bissang Paul Antiphon |
| 27 janvier 2018 20h00 | , | Nzeulie, 18 Camara, 8 Nzeulie, 5 Gelabale, 20      | Points Rebonds Passes d. Évaluation | Julien, 20 Alingue, 6 Sulaimon et Julien, 5 Alingue, 21 |  | Le Colisée, Chalon-sur-Saône Affluence : 4 900 Arbitres : Jean-Charles Collin Joseph Bissang Paul Antiphon |

| 3 février 2018 20h00 | , | Chalon-sur-Saône                                  | 85–55                               | Nanterre                                        |  | Le Colisée, Chalon-sur-Saône Affluence : 4 800 Arbitres : Régis Bardera Hugues Thépénier Mounir El Faiz |
| 3 février 2018 20h00 | , | Score par quart-temps : 21-16, 22-16, 20-16, 22-7 |                                     |                                                 |  | Le Colisée, Chalon-sur-Saône Affluence : 4 800 Arbitres : Régis Bardera Hugues Thépénier Mounir El Faiz |
| 3 février 2018 20h00 | , | Score par mi-temps : 43-32, 42-23                 |                                     |                                                 |  | Le Colisée, Chalon-sur-Saône Affluence : 4 800 Arbitres : Régis Bardera Hugues Thépénier Mounir El Faiz |
| 3 février 2018 20h00 | , | Nzeulie, 17 Camara, 9 Dorsey, 6 Camara, 24        | Points Rebonds Passes d. Évaluation | Konaté, 14 Schaffartzik, 5 Shuler, 4 Shuler, 16 |  | Le Colisée, Chalon-sur-Saône Affluence : 4 800 Arbitres : Régis Bardera Hugues Thépénier Mounir El Faiz |

| 10 février 2018 20h00 | , | Pau-Lacq-Orthez                                    | 105–93                              | Chalon-sur-Saône                               |  | Palais des sports de Pau, Pau Affluence : 5 600 Arbitres : David Chambon Alexandre Deman Thomas Bissuel |
| 10 février 2018 20h00 | , | Score par quart-temps : 24-29, 34-17, 19-26, 28-21 |                                     |                                                |  | Palais des sports de Pau, Pau Affluence : 5 600 Arbitres : David Chambon Alexandre Deman Thomas Bissuel |
| 10 février 2018 20h00 | , | Score par mi-temps : 58-46, 47-47                  |                                     |                                                |  | Palais des sports de Pau, Pau Affluence : 5 600 Arbitres : David Chambon Alexandre Deman Thomas Bissuel |
| 10 février 2018 20h00 | , | Okobo, 30 Dowe et Koffi, 5 Okobo, 8 Okobo, 35      | Points Rebonds Passes d. Évaluation | Nzeulie, 22 Gelabale, 6 Wolters, 7 Wolters, 20 |  | Palais des sports de Pau, Pau Affluence : 5 600 Arbitres : David Chambon Alexandre Deman Thomas Bissuel |

| 4 mars 2018 18h30 | , | Chalon-sur-Saône                                          | 91–72                               | Le Mans                                                 |  | Le Colisée, Chalon-sur-Saône Affluence : 4 950 Arbitres : Yohan Rosso Mathieu Roux Morgan Murillon | SFR Sport 2 |
| 4 mars 2018 18h30 | , | Score par quart-temps : 23-14, 22-11, 16-25, 30-22        |                                     |                                                         |  | Le Colisée, Chalon-sur-Saône Affluence : 4 950 Arbitres : Yohan Rosso Mathieu Roux Morgan Murillon | SFR Sport 2 |
| 4 mars 2018 18h30 | , | Score par mi-temps : 45-25, 46-47                         |                                     |                                                         |  | Le Colisée, Chalon-sur-Saône Affluence : 4 950 Arbitres : Yohan Rosso Mathieu Roux Morgan Murillon | SFR Sport 2 |
| 4 mars 2018 18h30 | , | Nzeulie, 19 Nzeulie et Camara, 11 Wolters, 10 Nzeulie, 24 | Points Rebonds Passes d. Évaluation | Eito et Stephens, 14 Fall, 7 Cobbs et Riley, 6 Eito, 20 |  | Le Colisée, Chalon-sur-Saône Affluence : 4 950 Arbitres : Yohan Rosso Mathieu Roux Morgan Murillon | SFR Sport 2 |

| 12 mars 2018 20h45 | , | Gravelines Dunkerque                               | 81–86                               | Chalon-sur-Saône                             |  | Sportica, Gravelines Affluence : 2 500 Arbitres : Joseph Bissang Mathieu Bayot Jean-Michel Tartare | SFR Sport 2 |
| 12 mars 2018 20h45 | , | Score par quart-temps : 22-27, 17-19, 26-24, 16-16 |                                     |                                              |  | Sportica, Gravelines Affluence : 2 500 Arbitres : Joseph Bissang Mathieu Bayot Jean-Michel Tartare | SFR Sport 2 |
| 12 mars 2018 20h45 | , | Score par mi-temps : 39-46, 42-40                  |                                     |                                              |  | Sportica, Gravelines Affluence : 2 500 Arbitres : Joseph Bissang Mathieu Bayot Jean-Michel Tartare | SFR Sport 2 |
| 12 mars 2018 20h45 | , | Mipoka, 20 Mipoka, 7 Sene, 7 Mipoka, 20            | Points Rebonds Passes d. Évaluation | Wolters, 33 Camara, 7 Wolters, 7 Wolters, 35 |  | Sportica, Gravelines Affluence : 2 500 Arbitres : Joseph Bissang Mathieu Bayot Jean-Michel Tartare | SFR Sport 2 |

| 17 mars 2018 20h00 | , | Chalon-sur-Saône                                          | 91–77                               | Chalons Reims                               |  | Le Colisée, Chalon-sur-Saône Affluence : 4 800 Arbitres : Freddy Lepercq David Mortz Bernando Lopes |
| 17 mars 2018 20h00 | , | Score par quart-temps : 29-23, 20-9, 23-29, 19-16         |                                     |                                             |  | Le Colisée, Chalon-sur-Saône Affluence : 4 800 Arbitres : Freddy Lepercq David Mortz Bernando Lopes |
| 17 mars 2018 20h00 | , | Score par mi-temps : 49-32, 42-45                         |                                     |                                             |  | Le Colisée, Chalon-sur-Saône Affluence : 4 800 Arbitres : Freddy Lepercq David Mortz Bernando Lopes |
| 17 mars 2018 20h00 | , | Nzeulie, 19 Nzeulie, 7 Wolters, 9 Nzeulie et Gelabale, 19 | Points Rebonds Passes d. Évaluation | Ulmer, 18 Ulmer, 9 Hermannsson, 4 Ulmer, 18 |  | Le Colisée, Chalon-sur-Saône Affluence : 4 800 Arbitres : Freddy Lepercq David Mortz Bernando Lopes |

| 20 mars 2018 20h00 | , | Lyon Villeurbanne                                  | 104–90                              | Chalon-sur-Saône                               |  | Astrobale, Villeurbanne Affluence : 5 544 Arbitres : Mathieu Hosselet Jean-Charles Collin |
| 20 mars 2018 20h00 | , | Score par quart-temps : 25-16, 25-22, 26-25, 28-27 |                                     |                                                |  | Astrobale, Villeurbanne Affluence : 5 544 Arbitres : Mathieu Hosselet Jean-Charles Collin |
| 20 mars 2018 20h00 | , | Score par mi-temps : 50-38, 54-52                  |                                     |                                                |  | Astrobale, Villeurbanne Affluence : 5 544 Arbitres : Mathieu Hosselet Jean-Charles Collin |
| 20 mars 2018 20h00 | , | Kahudi, 20 Kaba, 8 Roberson, 8 Kahudi, 27          | Points Rebonds Passes d. Évaluation | Nzeulie, 25 Gelabale, 7 Wolters, 8 Nzeulie, 28 |  | Astrobale, Villeurbanne Affluence : 5 544 Arbitres : Mathieu Hosselet Jean-Charles Collin |

| 31 mars 2018 20h00 | , | Chalon-sur-Saône                                                  | 84–66                               | Cholet                                           |  | Le Colisée, Chalon-sur-Saône Affluence : 4 800 Arbitres : Thomas Kerisit David Chambon Jérémy Foucault |
| 31 mars 2018 20h00 | , | Score par quart-temps : 18-1, 19-14, 25-15, 22-19                 |                                     |                                                  |  | Le Colisée, Chalon-sur-Saône Affluence : 4 800 Arbitres : Thomas Kerisit David Chambon Jérémy Foucault |
| 31 mars 2018 20h00 | , | Score par mi-temps : 37-32, 47-34                                 |                                     |                                                  |  | Le Colisée, Chalon-sur-Saône Affluence : 4 800 Arbitres : Thomas Kerisit David Chambon Jérémy Foucault |
| 31 mars 2018 20h00 | , | Harris et Wolters, 17 Camara et Harris, 8 3 joueurs, 3 Harris, 22 | Points Rebonds Passes d. Évaluation | Pálsson, 14 Boutsiele, 10 Gotcher, 7 Pálsson, 16 |  | Le Colisée, Chalon-sur-Saône Affluence : 4 800 Arbitres : Thomas Kerisit David Chambon Jérémy Foucault |

| 6 avril 2018 20h00 | , | Antibes                                               | 76–91                               | Chalon-sur-Saône                          |  | Azur Arena, Antibes Affluence : 2 100 Arbitres : Yohan Rosso Thomas Kerisit Jean-Michel Tartare |
| 6 avril 2018 20h00 | , | Score par quart-temps : 19-24, 22-21, 15-25, 20-21    |                                     |                                           |  | Azur Arena, Antibes Affluence : 2 100 Arbitres : Yohan Rosso Thomas Kerisit Jean-Michel Tartare |
| 6 avril 2018 20h00 | , | Score par mi-temps : 41-45, 35-46                     |                                     |                                           |  | Azur Arena, Antibes Affluence : 2 100 Arbitres : Yohan Rosso Thomas Kerisit Jean-Michel Tartare |
| 6 avril 2018 20h00 | , | Harvey et Yarou, 20 Yarou, 6 Blassingame, 7 Yarou, 18 | Points Rebonds Passes d. Évaluation | Harris, 26 Camara, 7 Harris, 4 Harris, 29 |  | Azur Arena, Antibes Affluence : 2 100 Arbitres : Yohan Rosso Thomas Kerisit Jean-Michel Tartare |

| 11 avril 2018 20h00 | , | Chalon-sur-Saône                                   | 95–72                               | Strasbourg                                     |  | Le Colisée, Chalon-sur-Saône Affluence : 4 950 Arbitres : Grégory Dubois Maxime Boubert Mehdi Diffalah | SFR Sport 2 |
| 11 avril 2018 20h00 | , | Score par quart-temps : 20-15, 22-17, 29-19, 24-21 |                                     |                                                |  | Le Colisée, Chalon-sur-Saône Affluence : 4 950 Arbitres : Grégory Dubois Maxime Boubert Mehdi Diffalah | SFR Sport 2 |
| 11 avril 2018 20h00 | , | Score par mi-temps : 42-32, 53-40                  |                                     |                                                |  | Le Colisée, Chalon-sur-Saône Affluence : 4 950 Arbitres : Grégory Dubois Maxime Boubert Mehdi Diffalah | SFR Sport 2 |
| 11 avril 2018 20h00 | , | Wolters, 29 Camara, 10 Wolters, 9 Wolters, 35      | Points Rebonds Passes d. Évaluation | Bost et Wright, 13 Bilan, Wright, 7 Wright, 26 |  | Le Colisée, Chalon-sur-Saône Affluence : 4 950 Arbitres : Grégory Dubois Maxime Boubert Mehdi Diffalah | SFR Sport 2 |

| 14 avril 2018 20h00 | , | Chalon-sur-Saône                                   | 86–83                               | Limoges                                  |  | Le Colisée, Chalon-sur-Saône Arbitres : Joseph Bissang David Mortz Bertrand Peyridieu |
| 14 avril 2018 20h00 | , | Score par quart-temps : 22-18, 26-28, 15-18, 23-19 |                                     |                                          |  | Le Colisée, Chalon-sur-Saône Arbitres : Joseph Bissang David Mortz Bertrand Peyridieu |
| 14 avril 2018 20h00 | , | Score par mi-temps : 48-46, 38-37                  |                                     |                                          |  | Le Colisée, Chalon-sur-Saône Arbitres : Joseph Bissang David Mortz Bertrand Peyridieu |
| 14 avril 2018 20h00 | , | Nzeulie, 15 Gillet, 13 Wolters, 7 Gillet, 19       | Points Rebonds Passes d. Évaluation | Howard, 21 Jaiteh, 8 Joyce, 5 Howard, 22 |  | Le Colisée, Chalon-sur-Saône Arbitres : Joseph Bissang David Mortz Bertrand Peyridieu |

| 17 avril 2018 20h30 | [ 70 ] | Hyères-Toulon                                       | 79–88                               | Chalon-sur-Saône                            |  | Espace 3000, Hyères |
| 17 avril 2018 20h30 | [ 70 ] | Score par quart-temps : 27-22, 16-18, 13-28, 23-20  |                                     |                                             |  | Espace 3000, Hyères |
| 17 avril 2018 20h30 | [ 70 ] | Score par mi-temps : 43-40, 36-48                   |                                     |                                             |  | Espace 3000, Hyères |
| 17 avril 2018 20h30 | [ 70 ] | Cowels, 18 Tolbert, 8 Smith et Arnold, 5 Fofana, 21 | Points Rebonds Passes d. Évaluation | Wolters, 15 Nzeulie, Wolters, 7 Wolters, 22 |  | Espace 3000, Hyères |

| 23 avril 2018 20h45 | , | Bourg-en-Bresse                                    | 96–90                               | Chalon-sur-Saône                               |  | Ekinox, Bourg-en-Bresse Arbitres : David Mortz Mathieu Roux Marion Ortis | SFR Sport 2 |
| 23 avril 2018 20h45 | , | Score par quart-temps : 24-25, 18-23, 32-20, 22-22 |                                     |                                                |  | Ekinox, Bourg-en-Bresse Arbitres : David Mortz Mathieu Roux Marion Ortis | SFR Sport 2 |
| 23 avril 2018 20h45 | , | Score par mi-temps : 42-48, 54-42                  |                                     |                                                |  | Ekinox, Bourg-en-Bresse Arbitres : David Mortz Mathieu Roux Marion Ortis | SFR Sport 2 |
| 23 avril 2018 20h45 | , | Lewis, 37 Ndoye, 9 Jeter, Lewis, 35                | Points Rebonds Passes d. Évaluation | Nzeulie, 20 Gelabale, 8 Wolters, 5 Nzeulie, 23 |  | Ekinox, Bourg-en-Bresse Arbitres : David Mortz Mathieu Roux Marion Ortis | SFR Sport 2 |

| 28 avril 2018 18h30 | , | Chalon-sur-Saône                                    | 73–99                               | Monaco                                                       |  | Le Colisée, Chalon-sur-Saône Affluence : 4 950 Arbitres : Grégory Dubois Mathieu Bayot Ahmed Ait Bari | SFR Sport 2 |
| 28 avril 2018 18h30 | , | Score par quart-temps : 19-22, 15-28, 15-24, 24-25  |                                     |                                                              |  | Le Colisée, Chalon-sur-Saône Affluence : 4 950 Arbitres : Grégory Dubois Mathieu Bayot Ahmed Ait Bari | SFR Sport 2 |
| 28 avril 2018 18h30 | , | Score par mi-temps : 34-50, 39-49                   |                                     |                                                              |  | Le Colisée, Chalon-sur-Saône Affluence : 4 950 Arbitres : Grégory Dubois Mathieu Bayot Ahmed Ait Bari | SFR Sport 2 |
| 28 avril 2018 18h30 | , | Pinault, 17 Ousmane Camara, 9 Nzeulie, 5 Camara, 14 | Points Rebonds Passes d. Évaluation | Kikanovic, 18 4 joueurs, 5 Craft et Lacombe, 7 Kikanovic, 20 |  | Le Colisée, Chalon-sur-Saône Affluence : 4 950 Arbitres : Grégory Dubois Mathieu Bayot Ahmed Ait Bari | SFR Sport 2 |

| 5 mai 2018 18h30 | [ 75 ] | Levallois                                          | 83–72                               | Chalon-sur-Saône                             |  | Palais des sports Marcel-Cerdan, Levallois-Perret |
| 5 mai 2018 18h30 | [ 75 ] | Score par quart-temps : 19-14, 25-11, 14-25, 25-22 |                                     |                                              |  | Palais des sports Marcel-Cerdan, Levallois-Perret |
| 5 mai 2018 18h30 | [ 75 ] | Score par mi-temps : 44-25, 39-47                  |                                     |                                              |  | Palais des sports Marcel-Cerdan, Levallois-Perret |
| 5 mai 2018 18h30 | [ 75 ] | Leslie, 19 Eliezer-Vanerot, 10 Diaw, 5 Diaw, 18    | Points Rebonds Passes d. Évaluation | Wolters, 16 Gillet, 6 Wolters, 6 Wolters, 21 |  | Palais des sports Marcel-Cerdan, Levallois-Perret |

| 12 mai 2018 20h00 | , | Chalon-sur-Saône                                        | 81–76                               | Le Portel                                               |  | Le Colisée, Chalon-sur-Saône Affluence : 4 850 Arbitres : Jean-Charles Collin Medhi Difallah Thomas Keresit |
| 12 mai 2018 20h00 | , | Score par quart-temps : 26-21, 18-16, 20-20, 17-19      |                                     |                                                         |  | Le Colisée, Chalon-sur-Saône Affluence : 4 850 Arbitres : Jean-Charles Collin Medhi Difallah Thomas Keresit |
| 12 mai 2018 20h00 | , | Score par mi-temps : 44-37, 37-39                       |                                     |                                                         |  | Le Colisée, Chalon-sur-Saône Affluence : 4 850 Arbitres : Jean-Charles Collin Medhi Difallah Thomas Keresit |
| 12 mai 2018 20h00 | , | Gillet, 17 Boukichou et Gillet, 6 Wolters, 8 Gillet, 20 | Points Rebonds Passes d. Évaluation | Golden, 20 Donaldson et Hassell, 6 Golden, 9 Golden, 24 |  | Le Colisée, Chalon-sur-Saône Affluence : 4 850 Arbitres : Jean-Charles Collin Medhi Difallah Thomas Keresit |

| 15 mai 2018 20h45 | , | Boulazac                                           | 96–86                               | Chalon-sur-Saône                                     |  | Le Palio, Boulazac Affluence : 4 000 Arbitres : Joseph Bissang Mathieu Bayot Bertrand Peyridieu |
| 15 mai 2018 20h45 | , | Score par quart-temps : 26-17, 21-23, 20-24, 29-22 |                                     |                                                      |  | Le Palio, Boulazac Affluence : 4 000 Arbitres : Joseph Bissang Mathieu Bayot Bertrand Peyridieu |
| 15 mai 2018 20h45 | , | Score par mi-temps : 47-40, 49-44                  |                                     |                                                      |  | Le Palio, Boulazac Affluence : 4 000 Arbitres : Joseph Bissang Mathieu Bayot Bertrand Peyridieu |
| 15 mai 2018 20h45 | , | Salmon, 24 Salmon, 8 Sanchez et Diggs, Salmon, 23  | Points Rebonds Passes d. Évaluation | Harris et Ca, 14 3 joueurs, 5 Pinault, 6 Nzeulie, 17 |  | Le Palio, Boulazac Affluence : 4 000 Arbitres : Joseph Bissang Mathieu Bayot Bertrand Peyridieu |

Extrait du classement de Pro A 2017-2018